# Sala María Cristina
La Sala María Cristina es un auditorio de música situado en la ciudad de Málaga, España y gestionado por la Fundación Unicaja. Se sitúa en parte de lo que antiguamente fue el convento franciscano de San Luis el Real. La sala cuenta con una aforo de 364 espectadores. La sala se encuentra entre la Calle Marqués de Valdecañas y la Plaza de San Francisco del barrio de La Goleta en el Distrito Centro y cuenta con una superficie total de más de 2322 m². 
Se ubica en un edificio del siglo XV que albergaba el convento franciscano de San Luis el Real y que fue desamortizado en el siglo XIX. Más adelante pasó a alojar el Liceo Artístico y Literario de Málaga y a acoger los conciertos de la Sociedad Filarmónica hasta que Eduardo Ocón Rivas impulsó la creación del Real Conservatorio María Cristina en este edificio. Tras el traslado del conservatorio a la zona de El Ejido el edificio quedó abandonado y en la ruina hasta que en 1975 fue adquirido por la Caja de Ahorros de Ronda (hoy Unicaja) para ser restaurado y abierto al público en 2009 como sala de música.
Del edificio, además de la Sala de Conciertos situada en la que fuera la nave central de la iglesia del convento, destaca el Salón de los Espejos y el Salón Mudéjar donde se han recuperado el artesonado de madera y las pinturas murales del techo de artistas del siglo XIX como Joaquín Martínez De La Vega, José Denis Belgrano o José Nogales. Durante los trabajos, se descubrieron en las paredes del salón de conciertos estucos del siglo XIX.

## Equipamiento
Cuenta con espacios para los estudios musicales y aulas de trabajo y ensayo además de cabinas de ensayo y estudio de grabación. Su torre-mirador mudéjar acoge actos de audición, exposiciones y sirve para recepciones.
La restauración de 2009 llevada a cabo por la Fundación Unicaja mejoró la accesibilidad, el mobiliario, la iluminación y la climatización.